# Girincs
Girincs este un sat în districtul Tiszaújváros, județul Borsod-Abaúj-Zemplén, Ungaria, având o populație de 840 de locuitori (2011). 

## Demografie
Componența etnică a satului Girincs
     Maghiari (73,27%)
     Romi (26,73%)
Componența confesională a satului Girincs
     Romano-catolici (62,14%)
     Reformați (11,19%)
     Fără religie (9,64%)
     Greco-catolici (1,55%)
     Necunoscută (15,12%)
     Atei (0,36%)
     Alte religii (0,71%)
Conform recensământului din 2011, satul Girincs avea 840 de locuitori. Din punct de vedere etnic, majoritatea locuitorilor (73,27%) erau maghiari, cu o minoritate de romi (26,73%).  Din punct de vedere confesional, majoritatea locuitorilor (62,14%) erau romano-catolici, existând și minorități de reformați (11,19%), persoane fără religie (9,64%) și greco-catolici (1,55%). Pentru 15,12% din locuitori nu este cunoscută apartenența confesională.